# Kathrine Maaseide
Kathrine Maaseide (Stavanger, 18 december 1976) is een Noorse beachvolleybalspeelster.
Maaseide kwam voor haar land uit op de Olympische Zomerspelen van 2004 in Athene. In datzelfde jaar behaalde ze met haar speelpartner Susanne Glesnes een zilveren medaille op het EK Beachvolleybal in het Duitse Timmendorfer Strand. Op het EK Beachvolleyball 2008 in Hamburg werd ze derde. Ook op de Olympische Spelen van 2008 in Beijing was Maaseide voor Noorwegen actief.